# Mike Magee
Michael ("Mike") Magee (Chicago, 2 september 1984) is een Amerikaans voetballer die bij voorkeur als aanvaller speelt. Hij verruilde in 2013 Los Angeles Galaxy voor Chicago Fire.

## Clubcarrière
Magee werd in de MLS SuperDraft 2003 als vierde gekozen door MetroStars, het toenmalige New York Red Bulls. Magee vocht zich in zijn eerste jaar al snel in de basisopstelling van de MetroStars. In 2004 leek zijn speeltijd, door meerdere aanvallende aankopen van MetroStars, af te nemen. Hij vond zijn plek als aanvallende middenvelder en was opnieuw een belangrijke speler in de groep. 
In januari 2009 werd Magee naar Los Angeles Galaxy gestuurd. In zijn eerste seizoen bij Los Angeles speelde hij in drieëntwintig competitiewedstrijden waarin hij twee keer scoorde. Op 25 juni 2011 kwam Magee opmerkelijk in het nieuws. In een wedstrijd tegen San Jose Earthquakes viel Galaxy's eerste doelman Donovan Ricketts uit met een blessure. Zijn vervanger, Josh Saunders, werd er enkele minuten later met een rode kaart afgestuurd. Zonder andere doelman op de reservebank om in te vallen werd Magee, die normaal gesproken als middenvelder of aanvaller op het veld staat, gekozen om de keepershandschoenen aan te doen en als doelman te functioneren. Magee maakte als doelman tegen San Jose vier reddingen en hield de nul. De wedstrijd eindigde uiteindelijk in een 0-0 gelijkspel. 
Magee's meest productieve seizoen kwam in 2011 toen hij tien keer scoorde. Hij hielp daarmee Los Angeles Galaxy naar het kampioenschap. Ook in 2012 was Magee mede verantwoordelijk voor het opnieuw winnen van het kampioenschap met vijf goals in negenentwintig wedstrijden in het reguliere seizoen en daarna nog eens drie doelpunten in zes wedstrijden in de play-offs. 
Op 24 mei 2013 werd Magee naar Chicago Fire gestuurd om ruimte te maken voor de komst van Robbie Rogers. Bij Chicago ging hij goed van start met zeven goals in zijn eerste zeven wedstrijden. Hij sloot zijn eerste seizoen bij Chicago Fire af met vijftien doelpunten in tweeëntwintig competitiewedstrijden. 